# Butler Lampson
Butler Lampson (n. 1943) este un informatician american, laureat al Premiului Turing în 1992 pentru aportul adus la dezvoltarea tehnologiilor calculatoarelor personale.
1. ↑  IdRef, accesat în 4 martie 2020
2. ↑   https://awards.acm.org/fellows/award-recipients, accesat în 23 iunie 2024 Lipsește sau este vid: |title= (ajutor)